# 슈프리마에이치큐
슈프리마에이치큐(영어: Suprema HQ)는 대한민국의 바이오인식 및 보안 전문 기술/솔루션 공급 기업이다. 글로벌 보안잡지 A&S International 이 주관하는 세계 50대 보안 기업에 속해 있다.

## 역사
2015년 12월에 슈프리마에이치큐와 슈프리마의 인적 분할을 통해 설립되었다

## 같이 보기
- 바이오메트릭스